# Елий Аристид
Вижте пояснителната страница за други личности с името Аристид.
Елий Аристид (на латински: Aelius Aristides; * 26 ноември 117 г. в Hadrianoutherai или Hadrianoi в Мизия, Мала Азия; † 181 г.) е гръцки ретор и писател, представител на т.нар. „втора софистика“.
Образованието си получава в Смирна и Атина (между другото при Ирод Атик).
Пътува до Египет и през края на 142 г. до Рим. Там той държи реч „за Рим“ пред император Антонин Пий през пролетта 143 г. Разболява се в Рим и отива в асклепейона в Пергам и в курорта Allianoi. Смята Асклепий за свой личен бог – пазител.
От 147 г. живее най-вече в Смирна. Отказва всякакви служби, но държи хвалебствени речи за различни градове и богове.
Той е приятел с Луций Куспий Пактумей Руфин (консул 142 г.) от Пергамон.
През 176 г. се среща с римския император Марк Аврелий и неговия син Комод. Умира в чифлика си.
Аристид има римско гражданство, но пише на гръцки в атински стил (атически).
Някои негови произведения:
- Παναθηνακός (Panathenaikos), реч за Атина от 155 г.
- Εἰς ᾿Ρώμην (Eis Rómen), реч за Рим от 155 г.
- Σμυρναικός (Smyrnaikós), реч за Смирна
- ῾Υπὲρ ῥητορικῆς (Hypér rhētorikés), от 147 г.
- ῾Υπὲρ τῶν τεττάρων (Hypér tōn tettárōn), 161-165 г.
- Πρεσβευτικός πρός ᾿Αχιλλέα (Presbeutikós pros Achilléa)
- ῾Ιεροὶ λόγοι (Hieroí lógoi), за Светии, 170/171 г.

### Издания
- Richard Klein (Hrsg.): Die Romrede des Aelius Aristides. Wiss. Buchges., Darmstadt 1983. ISBN 3-534-08582-5